# Euthalia monara
Euthalia monara är en fjärilsart som beskrevs av Hans Fruhstorfer 1913. Euthalia monara ingår i släktet Euthalia och familjen praktfjärilar. Inga underarter finns listade i Catalogue of Life.